# Baltic Cup 2005
Baltic Cup 2005 – turniej towarzyski Baltic Cup 2005, odbył się w dniu 21 maja 2005 roku w Kownie na Litwie. W turnieju uczestniczyły tylko dwa zespoły: drużyna gospodarzy i Łotwy, ponieważ drużyna Estonii zrezygnowała z udziału w turnieju.

## Mecze
| 21 maja |  | Litwa | 2 | - | 0 (1-0) | Łotwa |

Triumfatorem turnieju Baltic Cup 2005 został zespół Litwy.